# Пастрана Аранго, Андрес
Андре́с Пастра́на Ара́нго (исп. Andrés Pastrana Arango; род. 17 августа 1954, Богота, Колумбия) — президент Колумбии с 7 августа 1998 по 7 августа 2002. Член Колумбийской консервативной партии.

## Биография
Родился в семье Мисаэля Пастраны Борреро, президента Колумбии в 1970—74 годах. Окончил юридический факультет Университета Росарио, продолжил образование в Гарвардском университете, где изучал международное право. После возвращения в Колумбию основал журнал Guión и работал на телевидении в программе Noticiero TV Hoy, что принесло ему общенациональную известность. В дальнейшем совмещал политическую деятельность с журналистской, где получил широкое признание.
В 1982 году был избран в городской совет Боготы. В феврале 1988 года был похищен Медельинским наркокартелем, но уже через неделю выпущен на свободу. В марте того же года был избран мэром Боготы, в 1991 году был избран сенатором.
Выставил свою кандидатуру на президентских выборах 1994 года, получив 2 604 771 (44,98 %) голосов в первом туре и 3 576 781 (48,45 %) — во втором. На президентских выборах 1998 года Пастрана вновь выдвинул свою кандидатуру, получил 3 653 048 (34,37 %) голосов в первом туре и 6 114 752 (50,34 %) во втором туре и был избран президентом. Во время президентства вёл переговоры с ФАРК и АНО, однако они закончились ничем, после чего власти Колумбии и США перешли к реализации плана «Колумбия».
В 2005 году был назначен послом Колумбии в США; ушёл в отставку в 2006 году.